# Katsia II Dadiani
Katsia II Dadiani o Katsia II de Mingrelia (en georgiano: კაცია II დადიანი; fallecido en Zougdidi el 6 de diciembre de 1788), de la Casa de Dadiani, fue un príncipe georgiano que gobernó el principado de Mingrelia de 1758 a 1788. 
Durante su gobierno se produjeron complicadas relaciones con el reino de Imericia, que reclamó la soberanía sobre todo Georgia occidental. En un esfuerzo para seguir adelante con su precaria soberanía, Katsia cambió fácilmente de bando, aliándose alternativamente con los imericianos, rusos y otomanos, como lo ejemplifica su posición vacilante durante la Guerra Ruso-Turca (1768-1774).

## Primeros tiempos
Katsia era hijo de Otia Dadiani a cuya muerte le sucedió como príncipe-regente de Mingrelia en 1758. En 1757, Katsia había comandado un destacamento mingreliano que luchó en las filas del ejército unido de los gobernantes georgianos occidentales liderados por el rey Salomón I de Imericia en la victoriosa batalla de Jresili contra las fuerzas invasoras otomanas. En 1759, fue uno de los signatarios de una convención de los principales dignatarios eclesiásticos y laicos de Georgia occidental, que juraron resistir las demandas otomanas de reanudar la trata de esclavos prohibida por Salomón I.

## Conflicto con Imericia
Las relaciones de Katsia con Salomón se deterioraron posteriormente por la sumisión de los Dadiani a la autoridad otomana en 1765 y su apoyo a los rivales de Salomón, el anti-rey Teimuraz de Imericia en 1766 y el desafiante vasallo de Salomón, Rostom, duque de Racha, en 1768. Katsia temía que su principado pudiera compartir el destino De Racha, que cayó bajo Salomón en 1769, e intentó promover su soberanía creando una iglesia separada para Mingrelia, independiente de la de Imericia, con Besarion, hermano de Rostom de Racha, a la cabeza.

## Guerra turca
Durante la guerra ruso-otomana de 1768-1774, Katsia inicialmente se unió a los otomanos, mientras que Salomón hizo una alianza con los rusos. En diciembre de 1769, Salomón derrotó a Katsia y a su aliado abjasio, un Chachba, y atacó Mingrelia. Katsia decidió entonces aprovechar la presencia de tropas rusas en Imericia y las complicadas relaciones de Salomón con su comandante, el conde Tottleben, y juró lealtad a la monarca rusa Catalina la Grande. El sucesor de Tottleben, el general Sujotin, intentó mediar en el conflicto, pero Salomón exigió que se reconociera su soberanía sobre Mingrelia y que la disputa sobre Lechjumi se resolviera a favor de Imericia.
Después de que Sujotin no pudiese tomar el puerto mingreliano de Poti, ocupado por los otomanos, culpó a los Dadiani, y Katsia rompió con los rusos, tuvo que retirarse por un nuevo ataque contra Imericia, liderado ahora por el bajá otomano de Ajaltsije, bajo la presión de Heraclio II, rey de Kartli-Kajetia en el este de Georgia.

## Últimos tiempos
En 1776, Salomón, por la fuerza de las armas, obligó a Katsia a reconocer su soberanía y aceptar la autoridad eclesiástica de Imericia. Mingrelia se benefició de este acuerdo de paz, ya que el apoyo imericiano resultó crucial para derrotar un gran ataque abjasio-circasiano en Ruji en 1780. Katsia intervino entonces en Abjasia, ayudando a Zurab Shervashidze a expulsar brevemente a Kelesh, bey de Sujumi.
En 1784, Dadiani desertó a Salomón durante la desastrosa expedición del rey al territorio otomano al norte de Batumi. En las luchas por el poder que siguieron a la muerte de Salomón ese mismo año, Katsia prestó importantes servicios a un nuevo rey de Imericia, David II, su primo, por lo que fue recompensado con los feudos de Sachilao y Samikelao.
Katsia II Dadiani murió en 1788 y fue enterrada en el Monasterio de Martvili. Fue sucedido por su hijo de 18 años, Grigol.

## Familia
Katsia II Dadiani se casó tres veces. Su primera esposa fue Darejan Shervashidze, una princesa abjasia, de quien se divorció. En 1765, Katsia se casó con su segunda esposa, Elisabed (25 de marzo de 1750 - 8 de mayo de 1770), hija de Teimuraz II de Kajetia. Su tercera y última consorte fue Anna, hija del príncipe imericiano Paata Tsulukidze, con quien Katsia tuvo varios hijos:
- Grigol Dadiani (1770–1804), príncipe de Mingrelia (1788–1804, con algunos vacíos)
- Príncipe Otia Dadiani
- Príncipe Bezhan Dadiani
- Manuchar II Dadiani (fallecido c. 1840), príncipe de Mingrelia (1791-1793)
- Tariel Dadiani, príncipe de Mingrelia (1793-1794, 1802)
- Príncipe Giorgi Dadiani
- Príncipe Levan Dadiani
- Mariam Dadiani (1783–1841), esposa del rey Salomón II de Imericia
- Princesa Tamar, esposa de Sefer Ali-Bey Shervashidze, príncipe de Abjasia
- Princesa Elisabed, esposa del príncipe Rostom Tsereteli